# Apistaeschra substyxana
Apistaeschra substyxana är en fjärilsart som beskrevs av Sergius G. Kiriakoff 1963. Apistaeschra substyxana ingår i släktet Apistaeschra och familjen tandspinnare. Inga underarter finns listade i Catalogue of Life.